# Safi (sjah)

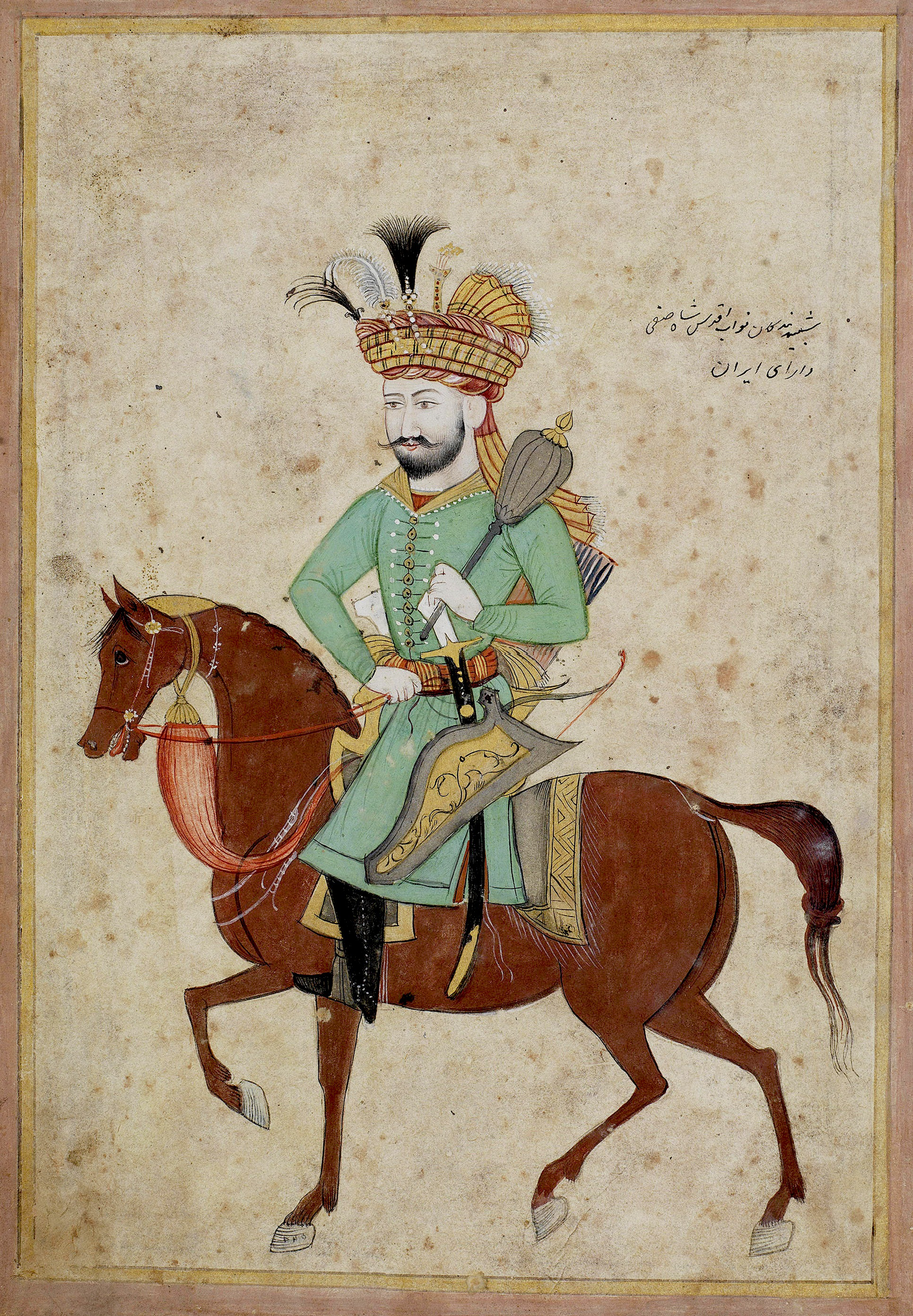
Sjah Safi op een paard.

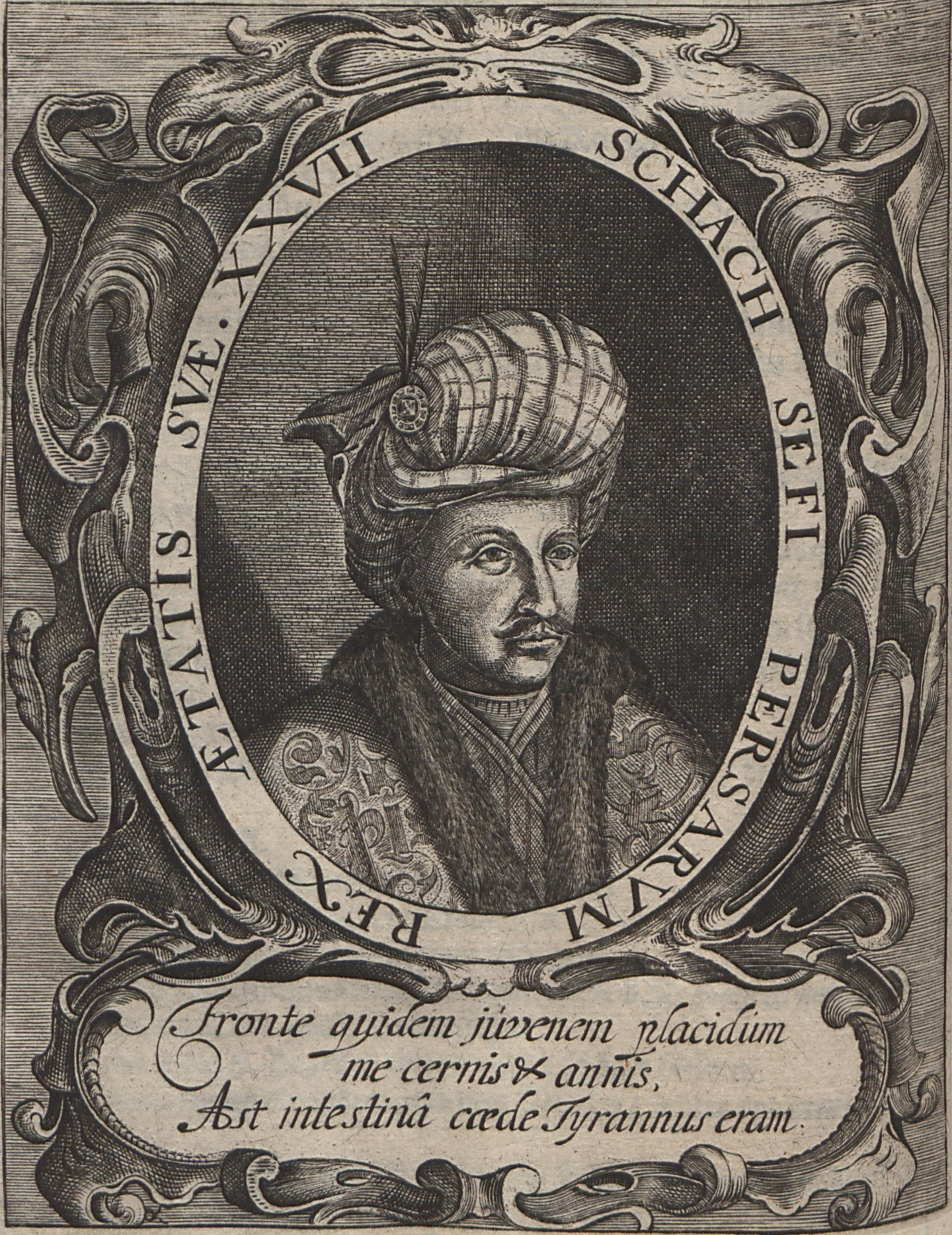
Portret van Safi

Safi (ook wel "Sofi" geschreven) (Perzisch: شاه صفی یکم, Azerbeidzjaans-Turks: Şah Səfi I)was de zesde sjah van de Safawieden, een dynastie die twee eeuwen lang heeft geheerst over het Perzische Rijk. Safi regeerde over het rijk van 1629 tot 1642. Zijn voorganger was zijn grootvader Abbas I en zijn opvolger was zijn zoon Abbas II.